# Sofiane Choubani
Sofiane Choubani (sinh ngày 29 tháng 3 năm 1990 ở Argenteuil, Pháp) là một cầu thủ bóng đá người Pháp hiện tại thi đấu cho JSM Skikda. Vị trí sở trường của anh là tiền vệ phải nhưng cũng có thể chơi ở vị trí tiền vệ tấn công.
Anh từng thi đấu tại Chung kết Cúp bóng đá Algérie 2016.